# Херман Йозеф Верле
Херман Йозеф Верле (на немски: Hermann Josef Wehrle) е германски католически свещеник, участвал в опита за убийство на фюрера Адолф Хитлер от 20 юли 1944 г.

## Биография
Верле е роден в Нюрнберг и е част от германската армия в Първата световна война. На 10 декември 1918 г. се присъединява към католическата семинария във Фулда, но скоро след това напуска и започва да следва философия и католическа философия във Франкфурт. Работи като журналист и в обществената библиотека във Франкфурт.
През 1938 г. Верле работи в училище в Марктбрайт, но е принуден да напусне, поради липсата на подкрепа за нацистите. След това започва да изучава католическа теология в абатството на Свети Отилийн. След разрушаването на манастира през април 1941 г., Верле се присъединява към свещеническата семинария на Фрайзинг и е ръкоположен на 6 април 1942 г. Работи в католическите конгрегации на Планег и в Хайлиг Блут (Мюнхен - Богенхаузен) и е в контакт с Алфред Делп.
На 13 декември 1943 г. Лудвиг Фрайхер фон Леонрод го пита под печат на изповед за теологичната обосновка на тираницида. Леонрод участва в заговора от 20 юли и казва на Гестапо за изповедта му. Верле е арестуван на 18 август 1944 г. и привикан като свидетел в процеса срещу Леонрод.
Осъден е на смърт от Народна съдебна палата на 14 септември 1944 г. заради това, че е запознат със заговора и е екзекутиран същия ден в затвора Пльоцензе.